# Höfferhof (Neunkirchen-Seelscheid)
Höfferhof ist ein Ortsteil von Neunkirchen in der Gemeinde Neunkirchen-Seelscheid im Rhein-Sieg-Kreis.

## Lage
Höfferhof liegt im Norden von Neunkirchen über dem Wendbachtal. Andere Nachbarorte sind Niederwennerscheid mit Herrenwiesermühle im Nordwesten und Birkenfeld im Nordosten.

## Geschichte
Das Dorf gehörte bis 1969 zur Gemeinde Neunkirchen.
1830 hatte Höfferhof 70 Einwohner. 1845 hatte der Weiler 90 katholische Einwohner in 20 Häusern. 1888 gab es 86 Bewohner in 18 Häusern.
1901 gab es 78 Einwohner. Verzeichnet sind die Familien Ackerin Witwe H.W. Balensiefer, Ackerer Michael Wilhelm Balensiefer, Ackerer Johann Broscheid, Ackerin Witwe Wimar Broscheid, Maurer  Johann Fischer, Ackerer Peter Fuchs, Ackerer Wilhelm Heuscheid, Auktionator Peter Kalles, Ackerer Johann Knipp, die Ackerer Johann und Peter Josef Ley, Ackerer Peter Müller, Ackerer Peter Peters, Ackerin Witwe Wilhelm Peters, Ackerin Witwe Peter Wilhelm Röhrig und Ackerer Peter Schneider.